# GeyseR (dessinateur)
GeyseR, pseudonyme de Romain Gaschet, né en avril 1980 à Angers, est un coloriste de comics, illustrateur et dessinateur de bande dessinée français.

## Biographie
GeyseR obtient de justesse un bac littéraire, avec option arts plastiques, puis il intègre l'École d'arts appliqués Pivaut en section dessin animé, avant de passer par l'atelier CCCP. Il dessine la série Omnopolis, sur un scénario de Jean-Marc Lainé (Bamboo) ; il exerce quelques mois pour Monte-Christo en tant que setting designer freelance sur le jeu Silverfall. Il partage son atelier avec Louis.
Ses influences sont Trantkat, Olivier Ledroit et Gerald Brom, entre autres.

## Publications

### Bande dessinée
- Omnopolis (2006-2009) (Grand Angle), scénario de Jean-Marc Lainé :
  - Tome 1, 2006 : Cercles concentriques[2] ;
  - Tome 2, 2007 : Bibliothèque infinie[3] ;
  - Tome 3, 2009 : Vieille cicatrice.

- 42 Agents intergalactiques (depuis 2006) (Soleil Productions), série supervisée par Louis :
  - Tome 4, 2010 : Cal'han 1/2 : Frères d'âmes, scénario de Jean-Luc Cano ;
  - Tome 5, 2012 : Cal'han 2/2 : Âmes Sœurs, scénario de Jean-Luc Cano[4].
- Avec Olivier Gay au scénario:
  - Démonistes, tome 1: Vlad, Drakoo, 2021
  - Démonistes, tome 2: Tillie, Drakoo, 2022
  - Le destin d'Amrak, Drakoo, 2025

### Illustration
- Illustrations pour le jeu de rôle Oxïolt aux Éditions Jeux du Poulpe en 2003[5].
- Illustrations pour le jeu de cartes GOSU du japonais Kim Satô, édité par la société Moonster Games en 2010[6].
- Illustrations pour le jeu cartes Totem! de Pierre Fricaux aux Éditions Grumpy Dwarf's en 2014.